# Perwez
Pour l’article homonyme, voir Perwez (Ohey).
Cet article possède un paronyme, voir Péruwelz.
 (décembre 2018).
Perwez [pɛʀwe] (en néerlandais, en wallon Perwijs) est une commune ainsi qu’une localité francophone de Belgique située en Région wallonne dans la province du Brabant wallon, où siège son administration.
Au 1er janvier 2025, la population totale de cette commune était de 9 844 habitants

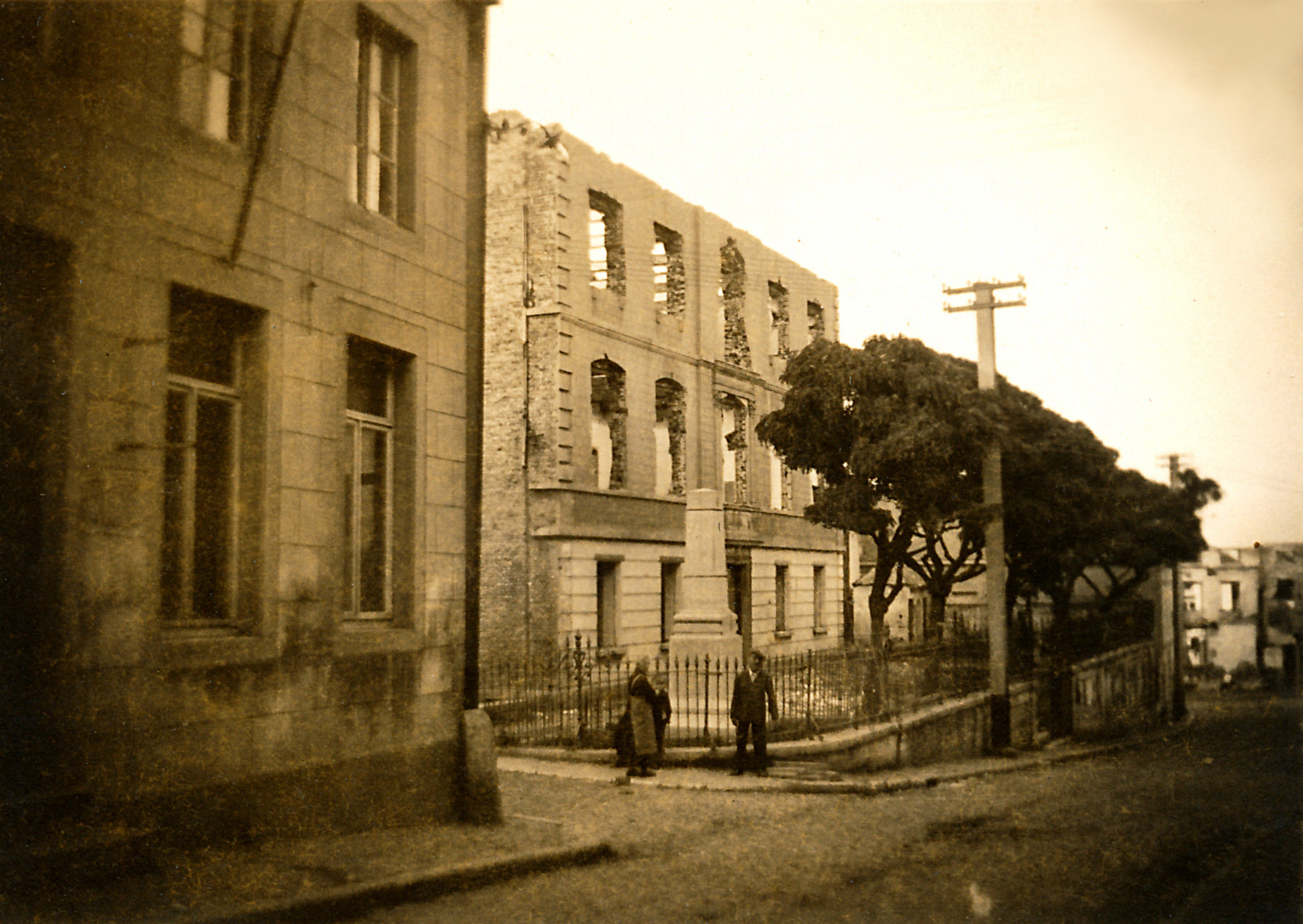
Destructions causées à l’ancien hôtel de ville lors du bombardement du 13 mai 1940 sur la ville de Perwez (Belgique).

## Géographie

### Sections de commune
| # | Nom                           | Superf. (km²) | Habitants (2020) | Habitants par km² | Code INS |
| - | ----------------------------- | ------------- | ---------------- | ----------------- | -------- |
| 1 | Perwez                        | 15,68         | 4.722            | 301               | 25084A   |
| 2 | Thorembais-Saint-Trond        | 13,78         | 1.736            | 126               | 25084B   |
| 3 | Orbais                        | 5,69          | 1.154            | 203               | 25084C   |
| 4 | Malèves-Sainte-Marie-Wastines | 7,61          | 969              | 127               | 25084D   |
| 5 | Thorembais-les-Béguines       | 8,42          | 879              | 104               | 25084E   |

### Situation
La commune de Perwez se situe à l'est du Brabant wallon et partage sa limite méridionale avec la Province de Namur. Cette frontière suit en grande partie l'ancienne Chaussée romaine qui reliait Bavay à Cologne. Située dans la région hesbignonne, la commune est entourée par plusieurs cours d'eau : la Grande Gette et la Jausselette, qui y prennent leurs sources, le Thorembais et l'Orbais. Son altitude est de 148 m (à la maison communale).
| Chaumont-Gistoux | Incourt | Incourt   |
| Walhain          | Perwez  | Ramillies |
| Gembloux         | Éghezée | Éghezée   |

## Démographie

### Démographie: Avant la fusion des communes
- Source : DGS recensements population

### Démographie: Commune fusionnée
En tenant compte des anciennes communes entraînées dans la fusion de communes de 1977, on peut dresser l'évolution suivante :
Les chiffres des années 1831 à 1970 tiennent compte des chiffres des anciennes communes fusionnées.
- Source : DGS, de 1831 à 1981=recensements population ; à partir de 1990 = nombre d'habitants chaque 1 janvier

## Histoire

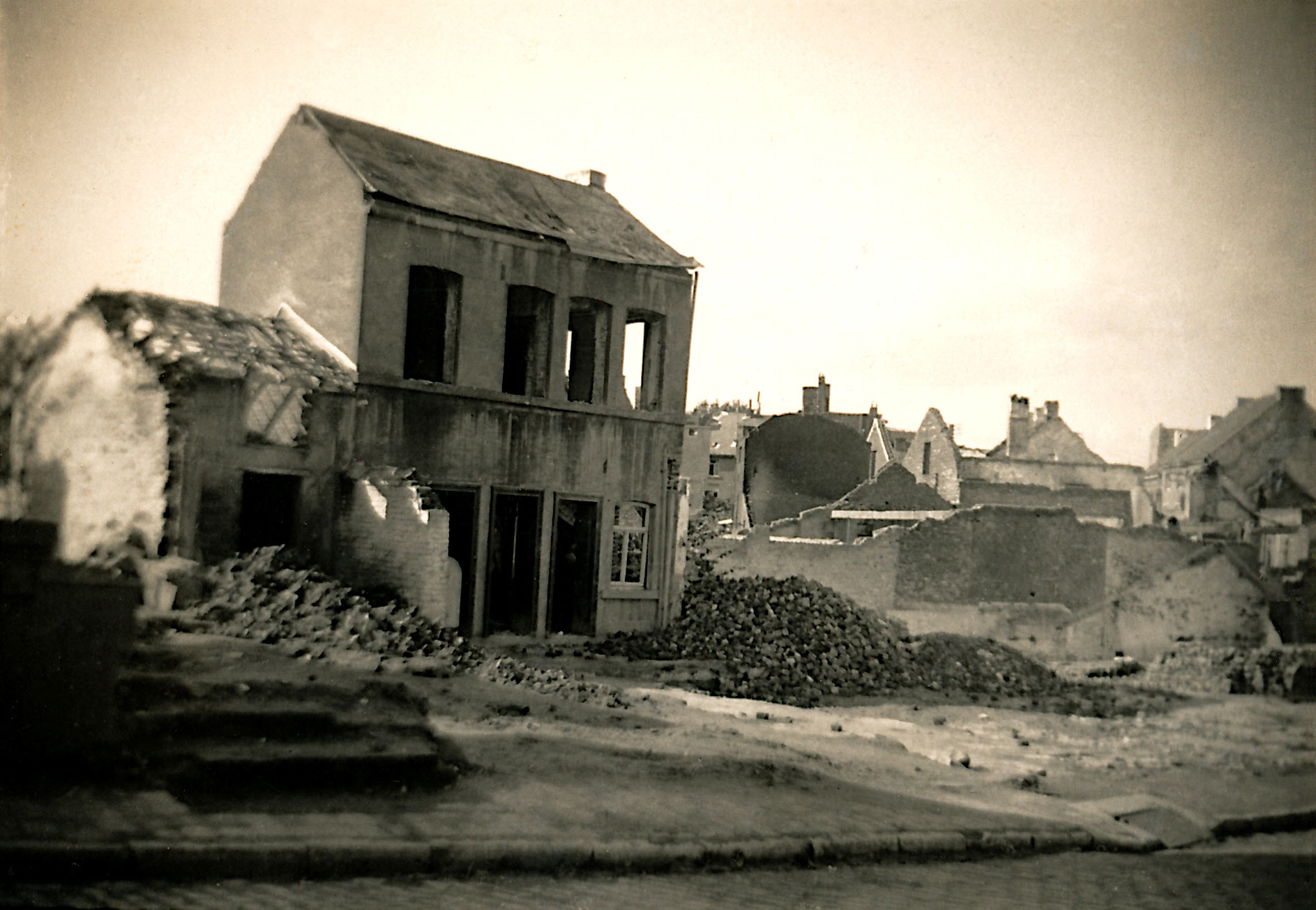
Bombardement du 13 mai 1940.

Le 13 mai 1940, la ville est bombardée par l'armée allemande. Les frappes font 33 victimes et causent d'importantes destructions dans la ville.

## Héraldique
|  | La commune possède des armoiries qui lui ont été octroyées le 4 octobre 1845 et dans une composition légèrement différente le 16 mai 1980. Blasonnement : D'or à trois cors de chasse de gueules enguichés et pavillonnés de sinople, virolés d'argent, posés au canton senestre du chef et surmontés d'un lambel d'azur; au franc quartier de gueules à quatorze besants d'argent 3, 4, 3 et 4. Devise: AMOUR DE LA PATRIE, de gueules sur un listel d'or. - Délibération communale : 17 janvier 1977 - Arrêté de l'exécutif de la communauté : 16 mai 1980 Source du blasonnement : Heraldy of the World. |

## Politique et administration

### Conseil et collège communal 2024-2030
| Collège communal   |                  |                 |
| ------------------ | ---------------- | --------------- |
| Bourgmestre        | Jordan Godfriaux | MR - Ensemble ! |
| 1er Échevine       | Julie Dams       | Ensemble !      |
| 2e Échevine        | Aurélie Flabat   | Ensemble !      |
| 3e Échevine        | Louise D'Hooge   | Ensemble !      |
| 4e Échevin         | Luc Marchand     | Ensemble !      |
| Présidente du CPAS | Delphine Paye    | Ensemble !      |

### Liste des bourgmestres depuis 1830
| Période          | Identité                   | Parti | Qualité                                  |
| ---------------- | -------------------------- | ----- | ---------------------------------------- |
| 2024-aujourd'hui | Jordan Godfriaux           | MR    | Bourgmestre                              |
| 2018-2024        | Jordan Godfriaux           | MR    | Bourgmestre                              |
| 2002-2018        | André Antoine Carl Cambron | CDH   | Bourgmestre empêché Bourgmestre supléant |
| 1997-2001        | Serge Heusling             | PS    | Bourgmestre                              |
| 1977-1997        | Marcel Strale              | PS    | Bourgmestre                              |

### Jumelage
La commune de Perwez est jumelée avec la ville de Kaysersberg en Alsace, élue en 2017 "Village préféré des Français". Depuis avril 2016, elle est aussi jumelée avec Orbais-l'Abbaye, village situé dans le département de la Marne, en Champagne-Ardenne.

## Patrimoine et culture

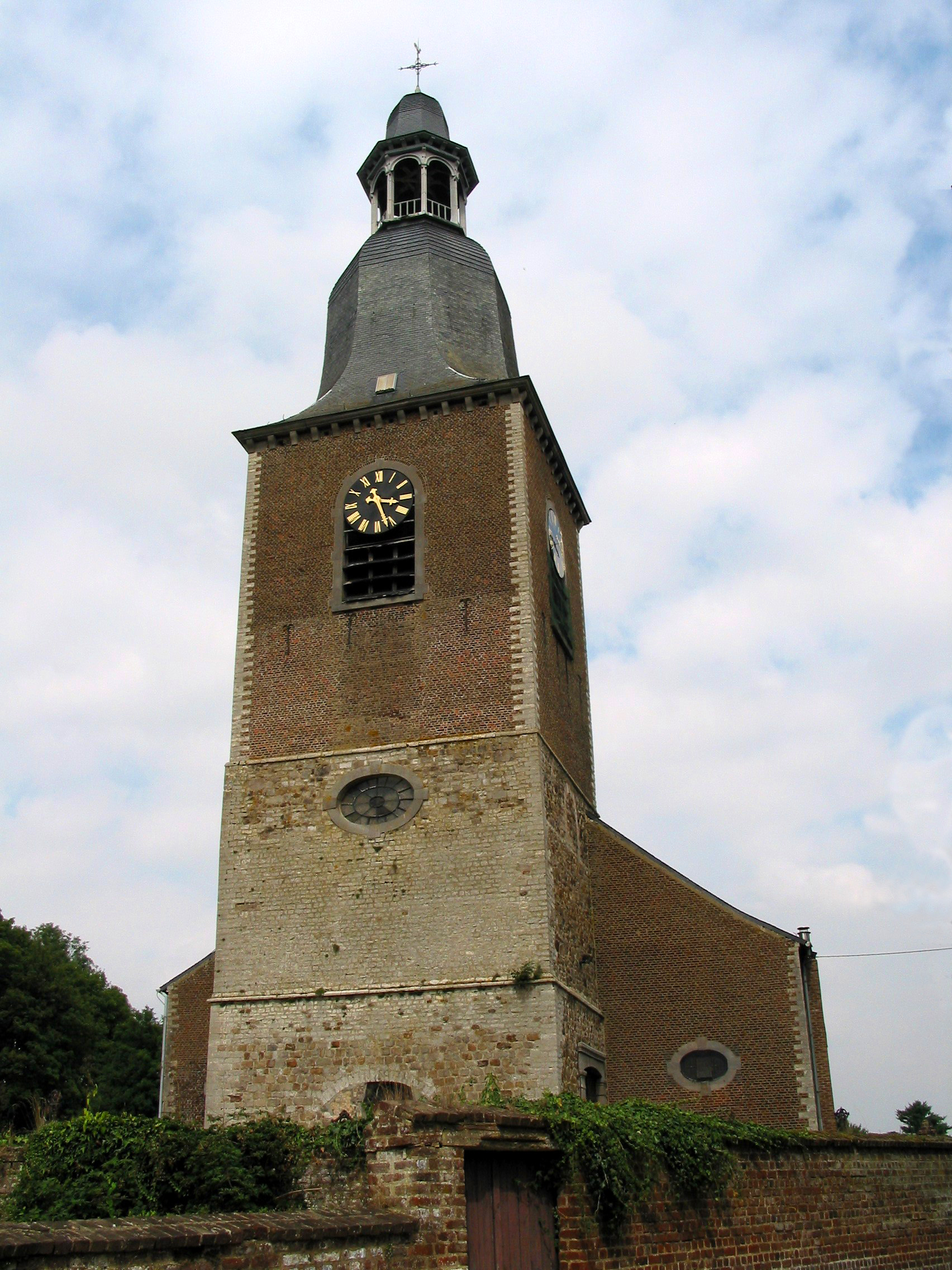
L'église Saint-Martin (restaurée en 1840).

### Patrimoine architectural et sites

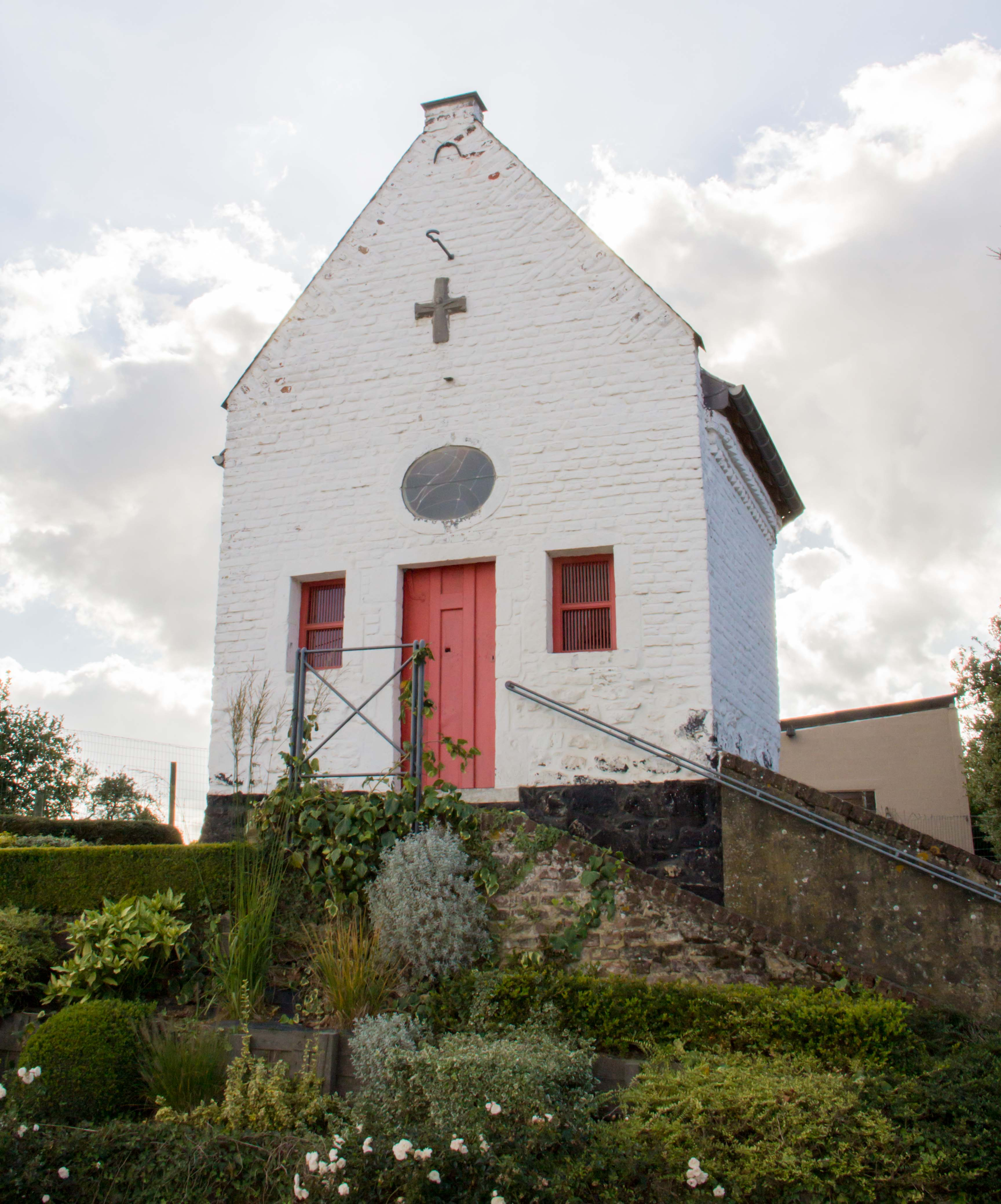
La Chapelle Saint-Roch

#### Musée du Souvenir 40-45
Le Musée du Souvenir 40-45 est situé dans le village de Malèves dans les anciennes étables d'une ferme familiale. La collection est issue de 20 ans de recherches. Elle présente l’histoire de la Seconde Guerre mondiale dans la région de Perwez. Les périodes de l’invasion de 1940, de l’occupation et de la libération de 1944 y sont abordées. Plusieurs milliers d’objets ainsi qu'une quarantaine de mannequins sont disposés dans des saynètes permettant de replacer le matériel dans le contexte de l'époque.

## Sports et vie associative

### Sports
Le 8 mai 2006, Perwez accueille une étape du Tour d'Italie.
La commune héberge également l’arrivée d’étapes du Tour de la région wallonne.
Le 5 juillet 2010, l'étape du Tour de France Bruxelles-Spa passe par Perwez : un sprint intermédiaire est situé sur le territoire de la commune.
Ces dernières années, Perwez accueille à plusieurs reprises le Beau vélo de Ravel ainsi la Super'Wézienne, un jogging caritatif.
La commune dispose d'un centre sportif, rue des Marronniers 17, qui se compose d'infrastructures pour les sports individuels ou collectifs. Plus de 25 clubs proposent leurs disciplines.
Le centre sportif possède une salle omnisports, des salles polyvalentes, une salle de musculation, un terrain de football en herbe, un terrain synthétique, un terrain de soccer de plage, deux terrains de volley-ball de plage, une piste d'athlétisme à 6 couloirs, trois terrains de tennis couverts ainsi qu'un centre de remise en forme avec salle de fitness, sauna, jacuzzi et hammam.
À cela s'ajoute, à Orbais, un terrain de hockey et, à Thorembais-les-Béguines, une salle de sports pour les arts martiaux et le judo.